# Billy Higgins
Billy Higgins (Los Ángeles, 11 de octubre de 1936 - Inglewood, 3 de mayo de 2001) fue un baterista estadounidense de jazz. 

## Biografía
Billy Higgins nació en una familia de gran tradición musical. Comenzó su carrera profesional como músico de r&b, al lado de estrellas como Bo Diddley y Jimmy Witherspoon. En 1953 forma junto a su compañero de escuela Don Cherry el grupo Jazz Messiahs, que contaba también con el saxofonista James Clay. Tres años más tarde inicia su carrera como músico de estudio, registrando innumerables sesiones junto a Lucky Thompson y Red Mitchell; Higgings conoce a Ornette Coleman, por entonces un desconocido que trabajaba en la elaboración de un lenguaje musical propio, libre de las convenciones armónicas y las estructuras rítmicas y melódicas al uso. Higgins y Cherry comienzan a ensayar con Coleman, y en 1958 la nueva banda debuta como telonera de Paul Bley justo antes de publicar su primer trabajo que, con el título "Something Else!!!" divide radicalmente a crítica y público.
En 1959 Higgins sigue a Coleman, quien instala su grupo como banda residente del famoso Five Spot Café de Nueva York. La llegada del bajista Charlie Haden imprime un nuevo rumbo a la música que la banda, que no pasa desapercibida en la capital del jazz. El álbum de 1959 "The Shape of Jazz" es considerado por la crítica como un disco absolutamente revolucionario dentro del jazz de vanguardia. El éxito de Coleman impulsa las carreras de sus colaboradores, y Higgins emerge como un importante y solicitadísimo baterista de sesión. En 1960 trabaja con Thelonious Monk y con John Coltrane, y un año más tarde la policía retira a Higgins su permiso como músico de clubs por tenencia de drogas, por lo que este se concentra en el trabajo en estudio. Se convierte en el baterista de facto de la prestigiosa Blue Note Records, y aparece en los créditos de álbumes clásicos como "Go!" de Dexter Gordon, "A Fickle Sonance" de Jackie McLean o "The Sidewinder" de Lee Morgan, además de trabajar con figuras del máximo nivel como Sonny Rollins, Steve Lacy, Donald Byrd, Herbie Hancock o Hank Mobley. Tras la compra de la editorial por parte de Liberty Records en 1967, Higgins permanece como el baterista principal del equipo habitual de grabaciones, especializándose en el jazz de vanguardia y participando en trabajos seminales como "Attica Blues" de Archie Shepp y "Science Fiction" de Ornette Coleman.
Durante la década de los 70 Higgins se establece como colaborador habitual del pianista Cedar Walton y de la big band Brass Company. En 1978 vuelve a Los Ángeles para editar, al año siguiente, "Soweto", su primer trabajo como líder. Higgins continua su febril actividad como sideman (Joe Henderson, Slide Hampton...) durante la primera mitad de la década de los 80. Tras aparecer en el film de Bertrand Tavernier "'Round Midnight" (1986), se reúne con sus viejos colaboradores Ornette Coleman, Don Cherry y Charlie Haden para un nuevo tour que culmina en el LP "All Languages", publicado en 1987.
Billy Higgins dedica los últimos años de su vida a la enseñanza. En 1996 es sometido a un trasplante de hígado, y tras unos meses vuelve a sus actividades. En 2001 su nuevo hígado vuelve a fallar y, en espera de un nuevo donante, Billy Higgins fallece víctima de una neumonía en el Daniel Freeman Hospital, en Inglewood.
Es posible que junto a Ron Carter, Higgins sean de los pocos músicos que más discos hayan grabado, ya que aparecen en decenas de ellos.

## Estilo y valoración
Como miembro del rompedor grupo de Coleman que impulsó el renacimiento del free jazz en la década de los 60, Billy Higgins es considerado como uno de los más importantes y controvertidos bateristas de jazz de la historia de la música. Intérprete versátil e intuitivo, su habilidad para no sobreinterpretar hizo de él uno de los bateristas de jazz más solicitados de todos los tiempos, dominando a la perfección las técnicas más clásicas del bebop y  contribuyendo a establecer un nuevo estilo más fluido y libre que es considerado estándar en las generaciones contemporáneas. Además, Billy Higgins es uno de los bateristas que más discos ha grabado a lo largo de su carrera profesional rivalizando incluso con Shelly Manne, otro músico legendario. Su estilo singular -desde el free jazz hasta el jazz funk de sus últimos años y su técnica impecable se encuentran bien representados en sus grabaciones, algunas de las cuales se cuentan entre las más importantes de la historia del jazz.

## Discografía

### Como líder
- 1979: Soweto (Red Records)
- 1979: The Soldier (Timeless Records)
- 1980: Bridgework (Fantasy/Contemporary)
- 1984: Mr. Billy Higgins (Evidence)
- 1985: Essence	 (DMP)
- 1994: 3/4 For Peace (Red)
- 1995: Once More (Red)
- 1997: Billy Higgins Quintet (Evidence)
- 2001: The Best of Summer Nights at Moca (Exodus)

### Comosideman
- The Cal Tjader-Stan Getz Sextet (1958, Fantasy) (con Stan Getz)
- Ornette Coleman: Something Else!!!!  (1958)
- Joe Castro: Groove Funk Soul!  (1958)
- Ornette Coleman: The Shape of Jazz to Come (1959)
- Ornette Coleman: Change of the Century (1959)
- Don Wilkerson: The Texas Twister (1960)
- Sonny Clark: Leapin' and Lopin' (1961)
- Dave Pike: It's Time For Dave Pike (1961)
- Donald Byrd: Royal Flush (1961)
- Dexter Gordon: Go]]  (1962, Blue Note)
- Steve Lacy con Don Cherry: Evidence  (1962)
- Grant Green: Goin' West (1962)
- Don Wilkerson: Preach Brother! (1962)
- Grant Green: Feelin' the Spirit (1962)
- Sandy Bull: Fantasias for Guitar and Banjo  (1963), Vanguard)
- Horace Parlan: Happy Frame of Mind (1963)
- Lee Morgan: The Sidewinder  (1963)
- Lee Morgan: Search for the New Land  (1964)
- Jackie McLean: Action Action Action (1964)
- Dexter Gordon: Clubhouse (1965 - editado en 1979)
- Dexter Gordon: Gettin' Around (1965)
- Hank Mobley: The Turnaround (1965)
- Lee Morgan: The Rumproller  (1965)
- Lee Morgan: The Gigolo  (1965)
- Lee Morgan: Cornbread  (1965)
- Dexter Gordon: Gettin' Around (1965)
- Sandy Bull: Inventions  (1965, Vanguard)
- Hank Mobley: Dippin'  (1965)
- Sonny Rollins: There Will Never Be Another You (grabado en 1965, editado en 1978)
- Blue Mitchell: Bring It Home to Me (1966)
- Jackie McLean: New and Old Gospel (1967)
- Donald Byrd: Blackjack (1967)
- Jack Wilson: Easterly Winds (1967)
- Hank Mobley: Hi Voltage  (1967)
- Donald Byrd: Slow Drag (1967)
- Andrew Hill: Dance with Death (1968 - editado en 1980)
- Bobby Hutcherson: Stick-Up!  (1969)
- Archie Shepp: Attica Blues  (1972)
- Clifford Jordan Quartet: Glass Bead Game  (1973, 2 vols.; reeditado en 2006 como Glass Bead Games)
- Jimmy Raney: The Influence  (1975, Xanadu)
- Pat Metheny: Rejoicing (1984)
- David Murray Big Band: Live at Sweet Basil Volume 1  (1984, Black Saint)
- David Murray Big Band: Live at Sweet Basil Volume 2  (1984, Black Saint)
- Charlie Haden: Silence (1989)
- Joshua Redman: Wish (1993)
- Bill Cosby: Hello, Friend: To Ennis With Love (1997, Verve)
- John Scofield: Works for Me  (2000, Verve)
- Charles Lloyd: Voice in the Night  (1999)
- Charles Lloyd: The Water Is Wide  (2000)
- Charles Lloyd: Hyperion with Higgins  (2001, editado póstumamente)
- Charles Lloyd: Which Way Is East  (2004, editado póstumamente)